# Démocratie chrétienne en Belgique
La Démocratie chrétienne est un des principaux courants politiques belges.
Elle regroupe trois partis : 
- Le CD&V en Belgique néerlandophone;
- Les Engagés en Belgique francophone (nommé cdH avant 2022);
- Le CSP en Belgique germanophone.

## Historique
(janvier 2021).
- Si vous ne connaissez pas le sujet, laissez ce bandeau (vous pouvez alors contacter les auteurs).
- Si vous supprimez le contenu mis en cause (vous pouvez préalablement contacter les auteurs),

argumentez précisément cette suppression dans la page de discussion
(un manque de référence n'est pas un argument ; une recherche réelle de référence doit avoir été effectuée, être formellement documentée).

### 1884-1945: Parti Catholique
Le Parti catholique était un parti politique belge unitaire et conservateur. Il était, aux côtés du Parti libéral et du Parti ouvrier belge, l’un des trois partis politiques belges que l’on comprend sous la dénomination de « partis traditionnels ». Fondé en 1884, c’est le deuxième parti à proprement parler qu’a vu naître l’histoire politique belge. Il disposera de la majorité des sièges dans les deux Chambres de 1884 à 1914, ce qui permettra aux catholiques de gouverner seuls de manière continue pendant trente ans.

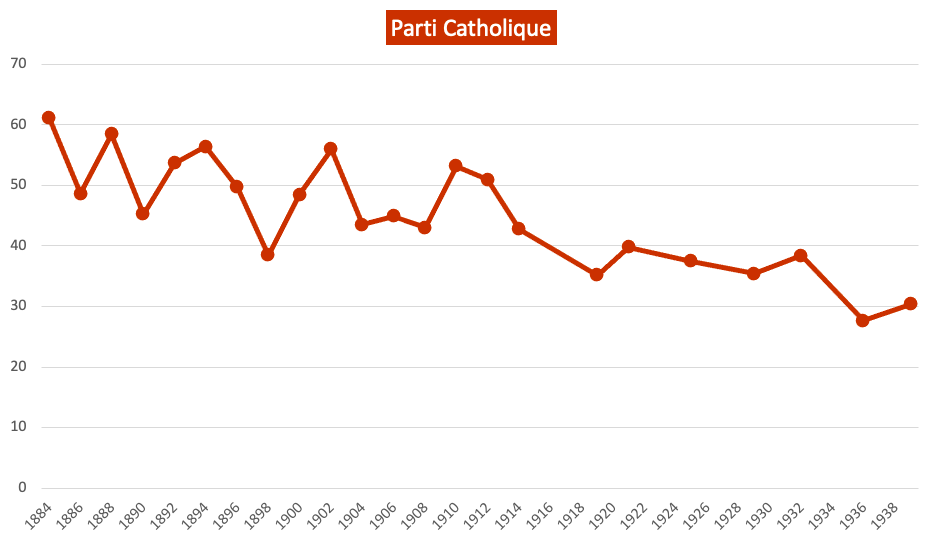
Evolution des résultats électoraux du PC à la Chambre des Représentants

### 1945-1972: Parti Social Chrétien
Le parti est renommé à la suite de la Seconde Guerre mondiale pour devenir le Parti Social Chrétien (PSC). « Un nouveau parti, une nouvelle pensée, de jeunes équipes, voilà ce qu'est le PSC-CVP ». Telle était la première phrase du programme de Noël 1945. Ce nouveau parti marquait une rupture radicale par rapport au parti d'avant-guerre tant sur le plan doctrinal que celui de l'organisation.

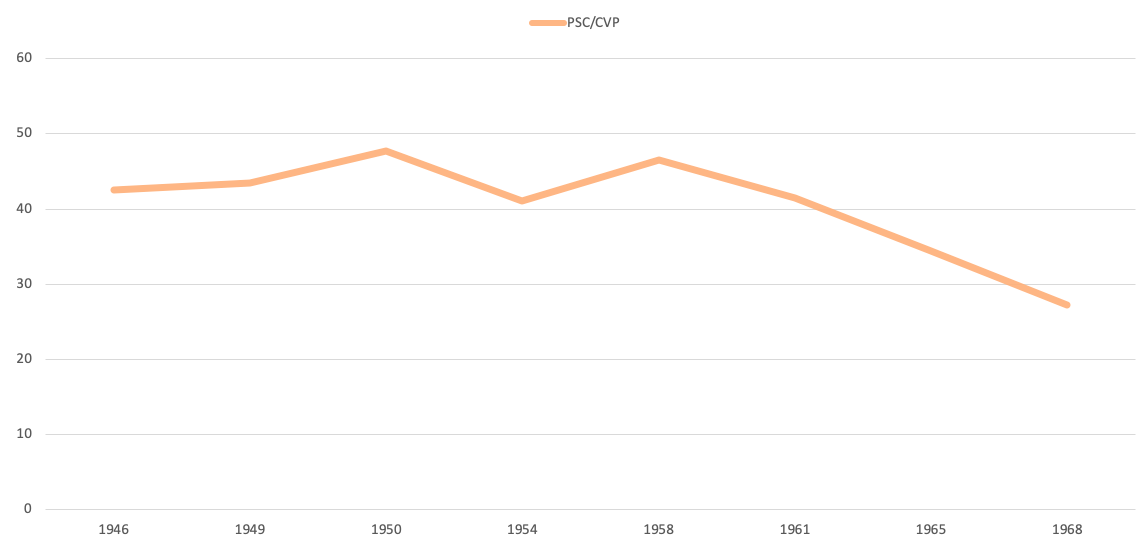
Évolution des résultats du Parti Social Chrétien aux élections législatives, de 1946 à 1968.

### 1972: La scission linguistique
Le PSC finira par se scinder en deux partis : 
- Le Christelijke Volkspartij (CVP), côté néerlandophone en Flandre, qui deviendra le Christen-Democratisch en Vlaams (CD&V) en 2001[1].
- Le Parti Social Chrétien (PSC), côté francophone en Wallonie, qui deviendra le Centre démocrate humaniste (cdH) en 2002 puis Les Engagés en 2022.

### Depuis 1971: Les deux partis chrétiens-démocrates aujourd'hui
Les élections législatives belges de 1999 infligent un sérieux revers au CVP qui décide alors de changer de nom pour devenir le CD&V en 2001. C'était la première fois que les chrétiens-démocrates étaient exclus d'un gouvernement belge depuis 1958.

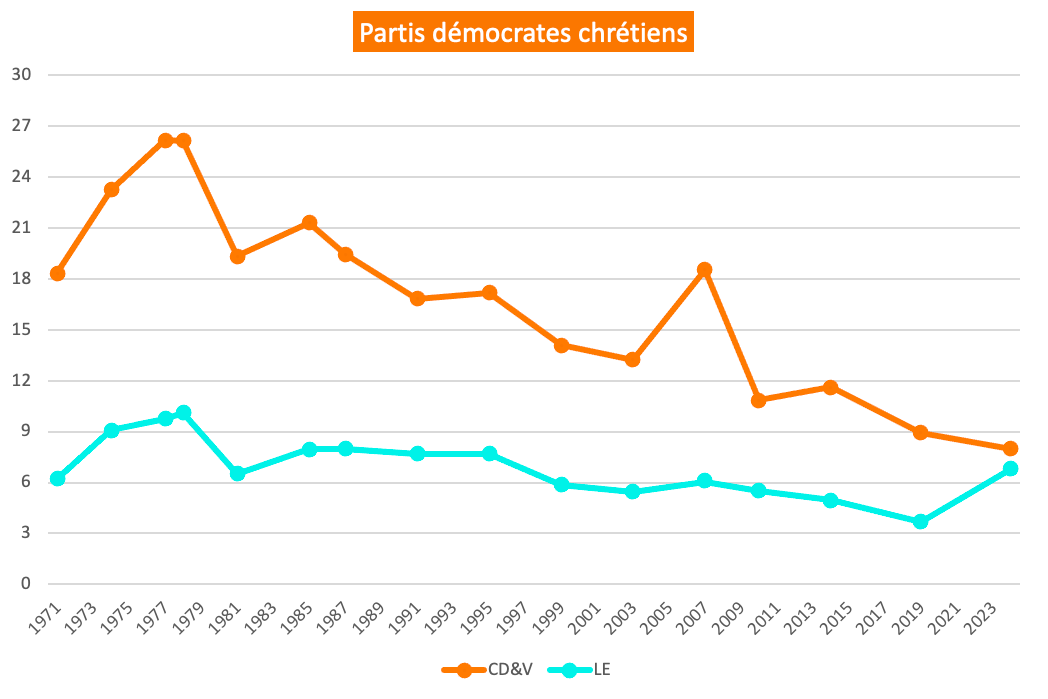
Évolution des résultats du CD&V et de Engagés aux élections législatives.

Les deux partis finiront par s'éloigner idéologiquement avec le CD&V devenant un parti de centre-droit et se rapprochant des nationalistes flamands du N-VA, tandis que le nouveau Centre démocrate humaniste se rapprochait du centre-gauche en abandonnant la mention du christianisme dans son nom.
En 2014, pour la première fois, l'un fera partie du gouvernement fédéral (CD&V), tandis que l'autre restera dans l'opposition (cdH). C'est la première fois que les deux partis frères ne montent pas ensemble au gouvernement. Rebelote en 2020 où le gouvernement d'Alexander De Croo est formé sur une coalition composée notamment du CD&V.
En mars 2022, le CDH se réunit en congrès pour présenter son nouvel habillage et se donner un nouveau départ, à deux ans des élections. Il opte ainsi pour un nouveau nom, “Les Engagés”.
Lors des élections de 2024, Les Engagés effectuent une énorme percée du côté francophone. Tandis que le CD&V perd encore de légères voix. Ainsi, c'est la première fois que le parti francophone envoie plus de députés (14) que son parti frère flamand (11).

## Récapitulatif

### Chambre des Représentants
| Année                                                       | Voix      | Voix  | Sièges    | Gouvernement                                              |
| Année                                                       | Nombre    | %     | Sièges    | Gouvernement                                              |
| ----------------------------------------------------------- | --------- | ----- | --------- | --------------------------------------------------------- |
| 1884                                                        | 33 428    | 61    | 86 / 138  | Malou II, Beernaert                                       |
| 1886                                                        | 17 979    | 48,7  | 98 / 138  | Beernaert                                                 |
| 1888                                                        | 31 273    | 58,4  | 98 / 138  | Beernaert                                                 |
| 1890                                                        | 17 253    | 45,2  | 94 / 138  | Beernaert                                                 |
| 1892                                                        | 56 199    | 53,7  | 92 / 152  | Beernaert, de Burlet                                      |
| Introduction du suffrage universel masculin par vote plural |           |       |           |                                                           |
| 1894                                                        | 926 987   | 56,38 | 102 / 152 | de Burlet, de Smet de Naeyer I                            |
| 1896                                                        | 492 541   | 49,68 | 108 / 152 | de Smet de Naeyer I                                       |
| 1898                                                        | 377 275   | 38,49 | 108 / 152 | Vandenpeereboom et de Smet de Naeyer II                   |
| 1900                                                        | 993 945   | 48,46 | 86 / 152  | de Smet de Naeyer II                                      |
| 1902                                                        | 596 382   | 56    | 93 / 162  | de Smet de Naeyer II                                      |
| 1904                                                        | 486 643   | 43,53 | 92 / 166  | de Smet de Naeyer II                                      |
| 1906                                                        | 526 856   | 44,92 | 79 / 164  | de Smet de Naeyer II, de Trooz et Schollaert              |
| 1908                                                        | 517 679   | 43,11 | 78 / 164  | Schollaert                                                |
| 1910                                                        | 676 849   | 53,11 | 86 / 168  | Schollaert et Broqueville I                               |
| 1912                                                        | 1 337 315 | 51,01 | 101 / 186 | Broqueville I                                             |
| 1914                                                        | 570 806   | 42,77 | 99 / 186  | Broqueville I et II, Cooreman et Delacroix I              |
| Première guerre mondiale                                    |           |       |           |                                                           |
| Introduction du suffrage universel masculin                 |           |       |           |                                                           |
| 1919                                                        | 619 911   | 35,19 | 70 / 186  | Delacroix II et Carton de Wiart                           |
| 1921                                                        | 768 080   | 39,76 | 70 / 186  | Theunis I                                                 |
| 1925                                                        | 778 366   | 37,42 | 78 / 187  | Vande Vyvere, Poullet et Jaspar I                         |
| 1929                                                        | 788 914   | 35,38 | 71 / 187  | Jaspar II et Renkin                                       |
| 1932                                                        | 856 027   | 38,42 | 79 / 187  | de Broqueville III, Theunis II et Van Zeeland I           |
| 1936                                                        | 653 717   | 27,67 | 61 / 202  | Van Zeeland II, Janson, Spaak I et Pierlot I              |
| 1939                                                        | 594 133   | 30,38 | 67 / 202  | Pierlot II, III, IV, V et VI, Van Acker I puis opposition |
| Seconde guerre mondiale                                     |           |       |           |                                                           |
| 1946                                                        | 1 000 293 | 42,5  | 92 / 212  | Opposition, puis Spaak III et IV                          |
| Introduction du suffrage universel                          |           |       |           |                                                           |
| 1949                                                        | 2 190 898 | 43,5  | 105 / 212 | Eyskens I                                                 |
| 1950                                                        | 2 356 608 | 47,7  | 108 / 212 | Duvieusart, Pholien et Van Houtte                         |
| 1954                                                        | 2 123 408 | 41,1  | 95 / 212  | Opposition                                                |
| 1958                                                        | 2 465 549 | 46,5  | 104 / 212 |                                                           |
| 1961                                                        | 2 182 642 | 41,5  | 96 / 212  |                                                           |
| 1965                                                        | 1 785 211 | 34,5  | 77 / 212  |                                                           |
| 1968                                                        | 1 407 502 | 27,2  | 69 / 212  |                                                           |
| 1971                                                        | 1 587 195 | 30,5  | 67 / 212  |                                                           |